# Alterswil
Alterswil és un municipi suís del cantó de Friburg, situat al districte de la Singine.